# Sphecodes paraplesius
Sphecodes paraplesius är en biart som beskrevs av Lovell 1911. Sphecodes paraplesius ingår i släktet blodbin, och familjen vägbin. Inga underarter finns listade i Catalogue of Life.